# Список університетів Словаччини

## Банська Бистриця
- Академія мистецтв
- Університет Матея Бела

## Братислава
- Братиславська консерваторія

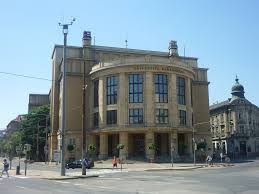
Будівля Університету Коменського

- Висока школа економіки і менеджменту громадського управління
- Висока школа менеждмента
- Висока школа охорони здоров'я та соціальної роботи Св. Алжбети
- Висока школа права
- Економічний університет
- Міжнародна школа ліберальних навчань
- Пан'європейський університет
- Поліцейська академія
- Словацький медичний університет
- Словацький технічний університет
- Університет Коменського
- Університет музичних мистецтв
- Університет образотворчих мистецтв

## Жиліна
- Жилінский університет

## Дубниця-над-Вагом
- Дубницький технологічний інститут

## Зволен
- Технічний університет

## Комарно
- Університет Яноша Шейє

## Кошице
- Університет ветеринарної медицини та фармацевтики
- Університет Павла Йозефа Шафарика
- Технічний університет

## Ліптовський Мікулаш
- Академія збройних сил генерала Штефаника

## Нітра
- Словацький сільськогосподарський університет
- Університет Костянтина Філософа

## Сладковичеве
- Висока школа

## Скалиця
- Середньоєвропейська вища школа

## Пряшів
- Пряшівський університет

## Ружомберок
- Католицький університет

## Тренчин
- Висока школа менеждмента
- Тренчанський університет Олександра Дубчека

## Трнава
- Трнавський університет
- Університет св. Кирила та Мефодія